# クリストファー・グリーナップ
クリストファー・グリーナップ（英語: Christopher Greenup、1750年頃 - 1818年4月27日）は、アメリカ合衆国の政治家であり、ケンタッキー州選出アメリカ合衆国下院議員と第3代ケンタッキー州知事を務めた。前半生についてはあまり知られていない。グリーナップに関する初期の信頼すべき記録としては、アメリカ独立戦争のときに大陸軍の中尉と、バージニア民兵隊の大佐を務めたというものである。
戦後はバージニア州のアパラチア山脈を越えた地域への入植に貢献した。政治に関わるようになり、1792年にケンタッキーをバージニア州から分離して州に昇格させるため、10回開かれた会議では3回で積極的な役割を果たした。ケンタッキー州選出の初代アメリカ合衆国下院議員となり、ケンタッキー州下院議員を務めた後、1804年、ケンタッキー州知事選挙に出馬し、その絶大な人気もあって無投票で当選した。
グリーナップが知事を務めた間に、アーロン・バーの陰謀に加担したとして告発された。その陰謀とはケンタッキー州がバージニア州から分離する前にスペインと同盟させようとしたというものだった。しかしグリーナップは積極的にこの告発に反論して退けることに成功した。知事の任期が明けた後は、あまり政治に関わらなくなった。グリーナップは1818年4月27日に死んだ。ケンタッキー州グリーナップ郡とその郡庁所在地であるグリーナップ市はグリーナップの栄誉を称える命名である。

## バージニアでの前半生
グリーナップは1750年頃にバージニア植民地フェアファックス郡で生まれたとされている[a]。父はジョン・グリーナップ、母はエリザベス（旧姓ウィッテン）だった。土地の学校に通って初等教育を受けた。チャールズシティ郡のチャールズ・ビンズ大佐に付いて測量を学び、法律を勉強した。アメリカ独立戦争のときにはまず大陸軍の中尉となり、後にバージニア民兵隊の大佐に昇進した。
1781年、グリーナップは当時リンカーン郡と呼ばれた地域への入植に貢献し、測量士や土地投機家として活動した。1782年には郡裁判所で法律実務を行うことを認められた。1783年にバージニア州がケンタッキー郡を創設した後、ハロズバーグ地区裁判所の法廷弁護士として認められ、1785年から1792年は事務官を務めた。1783年、トランシルベニア神学校（後にトランシルベニア大学）創設時の理事の1人となった。レキシントンで土地を2区画購入し、町の理事会で事務官を務めた。
1785年、ファイエット郡を代表してバージニア州議会下院議員に選出され、1期を務めた。その任期中にベンジャミン・ローガンやジェイムズ・ゲアリドと共に、後にケンタッキー州となる地域を細かく分割する方法を推薦する委員会の委員に指名された。この委員会は、地域の土地と水路に関する法を改定し、測量を行う任務もあった。最終的にバーボン郡、マディソン郡、マーサー郡の3郡の創設を推奨した。その年後半にマーサー郡が設立されると、グリーナップはそこの判事に指名された。
この期間もグリーナップはファイエット郡で法律実務を続け、他の様々な事業に関わっていた。1787年にはダンビル政治クラブ設立メンバーとなり、有益な知識の推進のためのケンタッキー協会に加入した 。後にケンタッキー州知事となるアイザック・シェルビーやジェイムズ・ゲアリド、またアメリカ合衆国最高裁判所判事となるトマス・トッドも、この協会の会員だった。1789年、ケンタッキー製造業協会の設立に貢献した。後にはケンタッキー川のインフラを改良することを目的とした集団であるケンタッキー川カンパニー役員に指名された。
1787年7月9日、短期間バージニア州に戻った間に、ハノーバー郡出身のメアリー・キャサリン（"キャシー"）・ポープと結婚した。この二人には、ナンシーとウィリアムという2人の子供が生まれた[b]。

## ケンタッキー州での政歴
1784年ダンビルで開催されたケンタッキーの州昇格のための会議第1回で、グリーナップは事務官を務めた。1785年から1788年に開催され第2回から第6回の会議には代議員に選出された。また1787年にはダンビル市の理事になった。仲間の代議員ジェイムズ・ゲアリドの伝記作者H・E・エバーマンは、グリーナップには法曹界や議会での優秀な経歴があったにも拘わらず、雄弁術には欠けていたためにこの会議でより指導的な役割を果たせなかったと述べている。
1792年にケンタッキーが州に昇格したとき、グリーナップはフランクフォートに移転して、州のために尽くした功績を認められ、州上院議員と州知事の選挙人に選ばれた。初代ケンタッキー州上院議員も務めた。その後に巡回裁判所判事に指名されたが、直後にアメリカ合衆国下院議員を務めるために辞任した。ケンタッキー州から選出される2人の1人となり、1792年11月9日から1797年3月3日まで、連続3期を務めた。1798年、マーサー郡からケンタッキー州下院議員に選出された。また1799年から1802年には州上院事務官を務めた。
グリーナップは1800年の州知事選挙で候補者になったが、ジェイムズ・ゲアリドが当選した。他の候補者としてベンジャミン・ローガンやトマス・トッドもいた。グリーナップは15の郡で1位票を獲得し、その数ではゲアリドより1つ少ないだけだったが、ゲアリドは人口の多い州中央部で強い支持を集め、8,390票を獲得した。グリーナップは6,746票、ローガンは3,996票、トッドは2,166票だった。1802年、ゲアリドはグリーナップを巡回裁判所判事に指名した。ゲアリド政権の州務長官ハリー・トゥールミンをゲアリドが土地管理局登記官に指名したが、これを州上院が確認拒否すると、ゲアリドはグリーナップを指名した。しかし、グリーナップは次の知事選挙に出馬するつもりだったので、それを辞退し、ゲアリドも指名から数日で取り下げた。
グリーナップは知事選挙に出馬するために、1804年6月5日に巡回裁判所判事を辞職した。グリーナップは絶大な人気があったので、無投票で当選し、1804年9月4日から1808年9月1日まで知事を務めた。その在任中に、州はケンタッキー銀行とオハイオ運河会社を認可した。グリーナップは1807年にケンタッキー銀行取締役になった。しかし人気が高かったにも拘わらず、公共教育の準備や、民兵隊、裁判所、歳入体系、懲罰体系の改定など、その政策の多くを実行するまでに至らなかった。
フランクフォートの新聞が、グリーナップはバーの陰謀に関わったと告発したが、自己弁護に成功しその評判を保つことができた。バーの陰謀から生じる恐れのある脅威から州を守るためにオハイオ川沿いにケンタッキー州民兵隊を配置したが、1807年までにその脅威は消失した。
1807年10月22日、グリーナップの妻が知事公舎で死亡した。伝説に拠れば、邸宅内の時計盤や鏡に、メアリーの幽霊が現れたとのことである。
グリーナップは知事の任期が明けると、ジェームズ・マディソンとジョージ・クリントンの組み合わせに対する大統領選挙人に選ばれた。1812年、フランクリン郡の治安判事になった。1812年8月、ケンタッキー州州務長官マーティン・D・ハーディンがアイザック・シェルビー知事に、グリーナップを州務長官補に指名するよう推薦した。シェルビーがその指名を行い、1812年12月15日にハーディンが辞任すると、シェルビーはグリーナップを後任州務長官に指名した。ケンタッキー州上院は1813年2月3日にその指名を承認し、グリーナップは1813年3月13日に辞任するまで続けた。
グリーナップは1818年4月27日、リウマチの治療で訪れていたブルーリック・スプリングス・リゾートで死んだ。フランクフォート墓地に埋葬された。ケンタッキー州グリーナップ郡とその郡庁所在地であるグリーナップ市はグリーナップの栄誉を称える命名である。

## 原註
^[a]アメリカ合衆国議会の伝記ディレクトリーでは、グリーナップの出生地をウェストモアランド郡としている

^[b]ホプキンスは、グリーナップの遺言には6人の子供、2人の息子と4人の娘がいたとしている

## 関連図書
- Brown, Orlando (April 1951). “The Governors of Kentucky [1792–1825]”. The Register of the Kentucky Historical Society 49:  pp. 102–106.
- Jourdan, Elise Greenup (1992). Early Families of Southern Maryland. 1. Westminster, Maryland: Family Line Publications